# Bitwa pod Raab
Bitwa pod Raab, inaczej bitwa pod Győr lub bitwa nad Rabą – starcie zbrojne, które miało miejsce 14 czerwca 1809 roku na przedpolach miasta Győr (niem. Raab) na Węgrzech pomiędzy wojskami francusko-włoskimi i austriackimi. Francuskie zwycięstwo uniemożliwiło arcyksięciu Janowi przyprowadzenie znaczniejszych oddziałów na pole bitwy pod Wagram, podczas gdy wojska księcia Eugeniusza de Beauharnais’go miały wystarczająco dużo sił, by dołączyć do cesarza Napoleona w Wiedniu i zdążyć pod Wagram. Napoleon określił tę bitwę jako „wnuczkę Marengo i Frydlandu”.

## Kampania
Na samym początku działań wojennych arcyksiążę Jan dokonał błyskawicznego manewru i pokonał swego przeciwnika 16 kwietnia w bitwie pod Sacile. Przegrana zmusiła księcia Eugeniusza do wycofania się za Adygę. Przez kilka następnych tygodni na froncie nic się nie działo, nie licząc dwóch nieudanych prób ataku podjętych przez Beauharnais’go. Tymczasem siły austriackie pobiły korpus Augusta Marmonta w Dalmacji. Po klęsce Austriaków w bitwie pod Eckmühl, arcyksiążę Jan otrzymał rozkaz wycofania w celu osłaniania strategicznie ważnego lewego skrzydła armii w południowych Niemczech.
Arcyksiążę Jan powtórnie pobił księcia Eugeniusza 8 maja w ciężkim odwrotowym boju nad rzeką Piavą. Aż do tej chwili Habsburg i jego żołnierze bili się dobrze. Później jednak arcyksiążę popełnił kilka błędów, z których najcięższym było podzielenie armii. Pod koniec drugiego tygodnia maja Jan i Albert Gyulay stali pod Tarvisio na czele 8340 żołnierzy, Johann Frimont i jego 13 060 ludzi w pobliskim Villach, Ignáz Gyulay na czele 14 880 ludzi z IX Korpusu bronił Lublany na południowy wschód od Villach. Daleko na północnym zachodzie Johann Gabriel von Chasteler z 17 tysiącami żołnierzy z VIII Korpusu trzymał Innsbruck i okolice, a Franjo Jelačić z liczącą 10 200 ludzi Dywizją Północną stacjonował w Salzburgu, na północnym wschodzie, zaś Andreas Stoičewić i jego 8100 ludzi kontynuowało szarpanie sił Marmonta w Dalmacji, na południe od Lublany. Znaczną część wojsk arcyksięcia Jana stanowiła w tym czasie źle wyszkolona, ochotnicza landwehra.
13 maja marszałek François Lefebvre z armią bawarską zniszczył część korpusu Chastelera pod Innsbruckiem. 17 maja Jan otrzymał rozkaz przecięcia linii komunikacyjnych Napoleona poprzez uderzenie na północ. Jednak arcyksiążę zwlekał nazbyt długo z wypełnieniem tego zadania. Kompletnie izolowany Jelačić trwał w Salzburgu do 19 maja. Gdy wreszcie postanowił się ruszyć, okazało się, że jest za późno. Francuski korpus generała Paula Greniera zmasakrował 25 maja Północną Dywizję pod Sankt Michael-Leoben. Jan wycofał się do Grazu, ale gdy dowiedział się o katastrofie Jelačicia, uznał, że nie ma innego wyjścia jak marsz na wschód, w stronę Węgier.
Małe oddziałki grenzschutzu z wielkim poświęceniem broniły przełęczy górskich. W Malborghetto Valbruna, 400 strażników broniło fortu przed 15 tysiącami Francuzów od 15 do 17 maja, ale tylko 50 przeżyło. Strat francuskich nie ujawniono. Na przełęczy Predil 250 Austriaków z 8 działami powstrzymywało 8500 Francuzów przez trzy dni, ale wyginęli do nogi. Francuzi stracili 450 ludzi.
W połowie maja Marmont pokonał Stoičewicia i wyrwał się z Dalmacji. Z dużą szybkością ruszył na północ, wkraczając do Lublany 3 czerwca. Następnie pomaszerował na Graz, gdzie 25 czerwca pobił jakieś siły austriackie. Jego 11 tysięcy żołnierzy dołączyło do wojsk napoleońskich pod Wiedniem i również wzięło udział w bitwie pod Wagram.
Gdy Jan dotarł wreszcie do Győr zamierzał iść dalej, ku Bratysławie (niem. Pressburg), by połączyć się z siłami swego brata arcyksięcia Karola. Napoleon nakazał Eugeniuszowi ścigać i zniszczyć armię Jana. Siły francusko-włoskie dopadły wroga w połowie czerwca i zmusiły do bitwy.

## Bitwa
Wprawdzie 35-tysięczna armia Jana była niewiele mniejsza od 39-tysięcznej formacji Eugeniusza, ale jakością ustępowała jej wyraźnie. Na większość sił składały się słabo wyszkolona austriacka landswehra i węgierska milicja. Arcyksiążę zdawał sobie z tego sprawę, więc zamierzał stoczyć bitwę obronną w oparciu o silną pozycję. Arcyksiążę Józef Antoni Habsburg, palatyn Węgier, miał wyższą od Jana rangę i był obecny na polu bitwy, ale praktycznie dowodził Jan.
Jan ustawił swą armię za rzeczką Páncza frontem na zachód. Páncza płynie z południa na północ i uchodzi do rzeki Raba. W okolicach ówczesnego pola bitwy Raba płynie z zachodu na wschód, co osłaniało północne skrzydło wojsk Jana. Ufortyfikowane miasto Győr znajdowało się na południowym brzegu rzeki, w niewielkiej odległości. Jan spodziewał się, że bagniste brzegi Pánczy zniechęcą Francuzów od prób uderzania z tego kierunku. Pobliskie, obronne zabudowania gospodarstwa rolnego Kis-Megyar znajdowały się na wschodnim brzegu Pánczy. Na wschód od Kis-Megyar wznosiło się wzgórze Szabathegy. Po jego północnej stronie leżała osada o tej samej nazwie.
Do obrony swego lewego skrzydła Jan wyznaczył 5947 kawalerzystów pod dowództwem barona Dániela Mécseryego. Uczynił z Kis-Megyar główny punkt oporu, kierując do zabudowań i okolicy 7778 piechurów FML Colloredo. 7517 ludzi Jelačicia miało bronić prawego skrzydła przed osadą Szabathegy. Ludzie FML Frimonta, w liczbie 7 863, mieli stać – jako rezerwa – na wzgórzu. 1546 jeźdźców pułkownika Bésána miało osłaniać teren pomiędzy prawym skrzydłem Jelačicia i Rabą. FZM Davidović miał osłaniać całość sił na czele około 4 tysięcy węgierskich milicjantów.
Eugeniusz zdjął Grouchy’ego z dowodzenia jego korpusem i postawił go na czele 5371 kawalerzystów z dywizji generałów Montbruna, Guèrina i Colberta. Ustawił tę formację na prawym (południowym) skrzydle z zamiarem przełamania lewego skrzydła frontu Jana. Generałowi Grenierowi polecił zaatakować, na czele 15 662 ludzi z jego dwóch dywizji piechoty austriackie centrum. Generał d’Hilliers otrzymał rozkaz oderzyć na prawe skrzydło Austriaków na czele jednej dywizji liczącej 8315 żołnierzy. Korpus Grouchy’ego (5 166 piechoty Pacthoda i 1280 kawalerzystów Sahuca) zatrzymał Eugeniusz w odwodzie. Wstrzymał również 1470 dragonów Pully’ego i 2438 włoskich gwardzistów Lechi’ego.
Na samym początku bitwy piechota generała Durutte’a sforsowała Pánczę i wzięła zabudowania Kis-Megyar, ale Austriacy zaraz je odbili. W zaciętym boju zabudowania przechodziły z rąk do rąk pięciokrotnie. W końcu Jan rzucił tu do boju silną brygadę generała Kleinmeyera. Cztery bataliony grenadierów i 19. pułk piechoty Alvincziego odrzuciły w tył piechotę francuską Serasa, ale zatrzymały się na dywizji Durutte’a. W tym samym czasie dywizja Severoli’ego natarła na siły Jelačicia i zdobyła część zabudowań osady Szabathegy. Jan posłał w tej sytuacji do boju rezerwową brygadę Gajoli’ego. Austriacki kontratak wywołał panikę w szeregach Greniera i d’Hilliersa. Żołnierze porzucili stanowiska i zaczęli uciekać na drugi brzeg Pánczy.
Grouchy zorientowawszy się, że trzy austriackie działa bronią najdogodniejszego brodu na Pánczy, wprowadził do akcji 12 swoich dział. Francuska kanonada wkrótce uciszyła armaty przeciwnika, pozwalając kawalerii Grouchy’ego spokojnie sforsować rzeczkę. Gdy ruszyła do szarży pod osłoną artylerii węgierscy milicjanci nie wytrzymali i rzucili się do ucieczki. Dobrze biły się jedynie prywatne pułki huzarów Otta i Palatyna, ale poniosły znaczne straty. Grouchy następnie zmienił kierunek uderzenia tak, by zwinąć lewe skrzydło Jana.
Stojąc w obliczu przegranej Jan zmienił ustawienie swych wojsk w linię o kształcie litery „L”. Prawe skrzydło w dalszym ciągu biegło wzdłuż Pánczy, ale na wysokości Kis-Megyar linia załamywała się pod kątem prostym, biegnąc na południe u stóp wzgórza Szabathegy. Jan posłał konnych Bésána z prawego skrzydła na lewe, do osłony wschodnich stoków Szabathegy. Tymczasem Eugeniusz rzucił do boju trzymane dotąd w odwodzie dywizję Pacthoda i włoską gwardię Lechiego.
Drugie natarcie piechoty ostatecznie przeważyło szalę zwycięstwa. Gwardia włoska zdobyła Kis-Megyar, a arcyksiążę Jan, w obawie przed oskrzydleniem przez kawalerię Grouchy’ego, nakazał armii odwrót ku fortecy Győr.

## Skutki
Siły francusko-włoskie straciły około 4000 zabitych i rannych. Austriacy mieli 747 zabitych, 1758 rannych, a 2408 trafiło do niewoli, co daje 4913 strat. Do tego należy dodać 1322 zaginionych, a więc armia arcyksięcia Jana zmniejszyła się o 6235 ludzi. Jan wycofał się na północny wschód do Komárna, zostawiając garnizon w Győr. Forteca, po słabym oporze, kapitulowała 22 czerwca, a jej 2500 obrońców poszło do niewoli.
Eugeniusz wkrótce dołączył do sił napoleońskich na czele 23 tysięcy żołnierzy. Podczas gdy ci ludzie wzięli udział w bitwie pod Wagram, Jan był w stanie przyprowadzić na pole bitwy zaledwie 12 tysięcy, a na dodatek przybył zbyt późno, by w jakikolwiek sposób wpłynąć na przebieg starcia.
Bitwa została upamiętniona wpisem na wschodnim filarze Łuku Triumfalnego w Paryżu.